# Laura Mancinelli
Laura Mancinelli (n. 18 decembrie 1933, Udine, Friuli-Veneția Giulia, Italia – d. 7 iulie 2016, Torino, Italia) a fost o scriitoare italiană, profesor universitar, specializată în medievistică și germanistică.
Lector universitar, traducător și autor de romane istorice, a absolvit în 1956 Universitatea din Torino, cu o teză despre literatura germană.

## Biografie
Laura Mancinelli s-a născut în Udine, în 1933, apoi, după o ședere de patru ani de la Rovereto, unde a trăit încă din copilărie, familia sa mutat la Torino (1937).
În anii care au urmat de doctorat, ea a învățat în școala publică, dar continuă să lucreze asupra culturii germane din evul mediu: în 1969 a publicat cartea Cântec de Nibelung. Probleme și valori.
De-a lungul anilor șaptezeci a învățat filologia germanică la Universitatea din Sassari, apoi a lucrat la Veneția ca germanist sub  îndrumarea lui Ladislao Mittner, în 1976 a obținut catedra de Istorie de limba germană la Universitatea Ca' Foscari.
La sfatul colegului și prietenului, Claudio Magris, în 1972 el a editat și a tradus în italiană din volumul original, Cântecul Nibelungilor, care sunt urmate în 1978 la Tristan (în germană Tristan) de Gottfried von Straßburg, și în 1989, Gregorius (în germană Gregorius) și Sărmanul Heinrich (în germană Der arme Heinrich) de Hartmann von Aue.
După revenirea la Torino ca titular al universității, catedra de filologie germanică, în 1981 Laura Mancinelli a făcut debutul în ficțiune, oferind printuri pentru Einaudi I dodici abati di Challant (câștigător al "Premiul Mondello"), un roman istoric de care autorul a început proiectul în 1968.
Întotdeauna pentru Einaudi urmat Il fantasma di Mozart în 1986, și Il miracolo di santa Odilia în 1989.
Alte lucrări au fost: Amadé, povestea sejurul din Torino pentru Mozart, un adolescent, care a fost inspirat de piesa de Roberto Tarasco "Amadé, sau geniul de la Vârsta de Luminilor", produs în 2006, La casa del tempo, Gli occhi dell'imperatore, I tre cavalieri del Graal și Il principe scalzo.
La începutul anilor Nouăzeci, afectate de scleroză multiplă, Laura Mancinelli a abandonat catedra de Filologie germanică.
Din 1994, este dedicat în întregime scrisului, publicând în întregul deceniu mai mult de cincisprezece funcționează, în ciuda spital, lungă de reabilitare, scaun cu rotile la care a fost închisă.
În 1997, el a lansat Il mistero della sedia a rotelle, primul roman din seria de succes de thriller plin de umor anchete de căpitan de poliție Florindo Flores, care i-a adus scriitorului "Premiul Cesare Pavese".
În 1999, Piccolo Regio din Torino, a fost pus în scenă spectacolul Notte con Mozart (publicat în 1991), și a fost lansat în biblioteci Attentato alla Sindone, (Einaudi) - după incendiu în capela de la Torino Catedrala de arhitectul Guarino Guarini, care este foarte apreciat de către scriitor.
2002 este Andante con tenerezza, autobiografie, câștigătorul de anul 2003 premiul, și Biglietto d'amore, din nou, publicat de Einaudi.
Cu I fantasmi di Challant și Il «Signor Zero» e il manoscritto medievale scriitorul a continuat aventurile căpitanului Flores.
În 2009 a publicat pentru Einaudi romanul Gli occhiali di Cavour, urmată în 2011 de către Due storie d'amore, o interpretare liberă de povestea a doi renumite perechi de îndrăgostiți, Crimilde și Siegfried, Tristan și Isolda.
El a murit în Torino pe 7 iulie, 2016, pentru complicatii din cauza lui boală lungă.
Înmormântarea mirenilor au avut loc pe 11 iulie, 2016 în Cimitirul monumental din Torino; rămâne, după ce a fost incinerat, a fost îngropat la Exilles în Val di Susa, unde scriitorul a seta unul din romanele sale.

## Romane

### Opere literare
- I dodici abati di Challant, 1981, Premiul Mondello în 1981
- Il fantasma di Mozart, 1986
- Il miracolo di santa Odilia, 1989
- Amadé, 1990
- Gli occhi dell'imperatore, 1993
- La casa del tempo, 1993
- I tre cavalieri del Graal, 1996
- Il principe scalzo, 1999
- Attentato alla Sindone, 2000